# АТ-Л

АТ-Л — Артилерійський тягач легкий — гусінна машина, розроблена і створена на ХТЗ. Вироблявся 1947—1967 рр.

## Історія
Перший зразок техніки створено  в 1947 році конструкторським бюро Харківського тракторного заводу. Легкий артилерійський тягач АТ-Л випускався до 1967 року. Широко застосовувався як у збройних силах СРСР для буксирування ряду артилерійських систем і як база інженерних машин, так і для освоєння важкодоступних районів СССР (нафтовики, геологи, учасники експедицій по Заполяррю чи Далекому Сходу). На озброєнні армій країн бувшого СРСР лишався до 1998 року.
Наприкінці 1948 року на ХТЗ виготовили перші три дослідні зразки, які пройшли в 1949 році заводські, на початку 1950 року —міжвідомчі, а в кінці того ж року — державні випробування.   Доопрацьовані два зразки в 1951 - 1952 роках успішно пройшли військові випробування в Арктиці, в умовах низьких температур, та в Туркменії — в умовах пустелі при надвисоких температурах, з великим вмістом пилу в повітрі 
В Наприкінці 1952-го ХТЗ випустив першу промислову партію нових арттягачів, які отримали армійський індекс АТ-Л (легкий).

## ТТХ

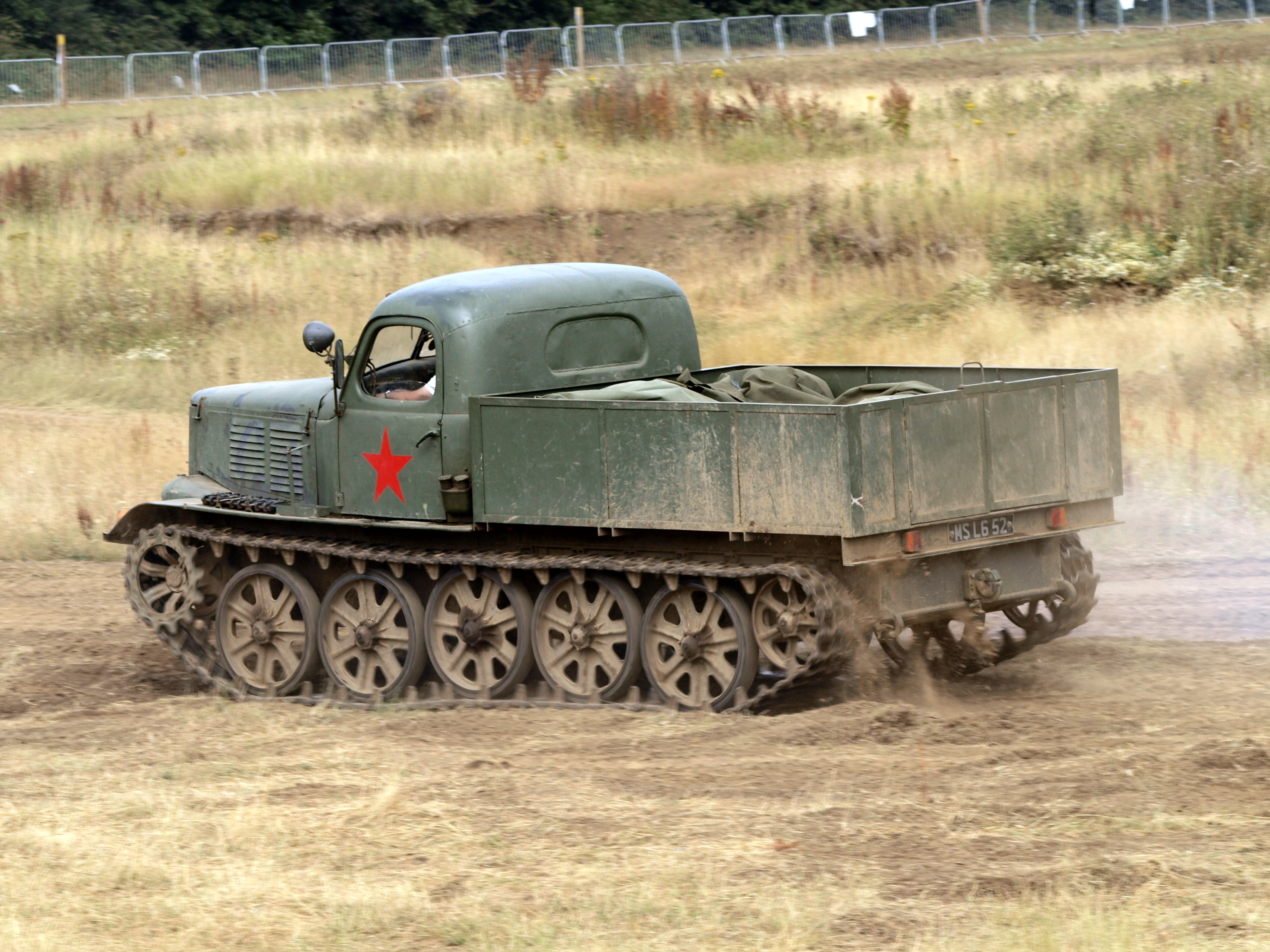

### Двигун
Двигун розробки General Motors (GMC, Джі-Ем-Сі) GMC 4.71 за ліцензією від 1937 р двотактний дизельний з насос-форсунками (майже Common Rail) більш відомий як ЯАЗ-204 (або 206) для  ЯАЗ-200,  МАЗ-200, МАЗ-500.
Для створення більш щільного компонування, збільшення корисної площі кузова, зниження його вантажної висоти і поліпшення розваговки двигун вперше для цього класу машин було розгорнуто маховиком вперед з максимальним зсувом до носової частини і з'єднання в єдиному компактному блоці з передньої трансмісією.
Для підвищення надійності всі допоміжні агрегати двигуна, крім генератора (500 Вт), отримали шестеренні приводи (розташований далеко попереду вентилятор — через пружний торсіон від розподвала), а для полегшення холодного запуску був передбачений форсуночний водо-масляний котел-підігрівач (крім штатного електро - факельного підігріву повітря). Запуск здійснювався тільки електростартером. Маслосистему модернізували з метою забезпечення нормальної роботи двигуна при поздовжніх ухилах до 35°, чого нелегко було досягти при «мокрому» картері. 
Живлення силового агрегату здійснювалося з двох паливних баків по 130 л, що мали необхідне обладнання та прилади, а також широкі горловини для швидкісної заправки. 
Згодом (з липня 1962 року) розмістили ще два додаткові баки по 100 л, що збільшило запас ходу по шосе до 500 км. Усього стало 4 баки: 2х130 + 2х100л. Для керування баками в кабіні є 8-позиційний паливний кран. 
Перед двигуном, за однодисковим головним фрикціоном (посилена автомобільна муфта зчеплення ЯАЗ), розташовувалася поперечна п'ятиступінчаста коробка передач, що перемикається за допомогою зубчастих муфт (без синхронізаторів), і планетарно-фрикційні механізми передач і повороту (МПП) на паралельних силових потоках. У підсумку виходило дев'ять передач для руху вперед зі зручними невеликими відрізками між ними (в тому числі чотири уповільнених, з плавним переходом на них без розриву потоку потужності) із загальним силовим діапазоном 9,295 (у М-2 - 7,918), а також п'ять розрахункових радіусів повороту (без втрат потужності у фрикціонах)
Запускається лише від стартера.

### Ходова частина
Ходова частина тягача складалася з шести литих, з гумовим ободом опорних котків  діаметра (500 мм), на кожен борт (у М-2 - з п'яти котків зі штампованими боковинами) і трьох підтримуючих роликів без гумових бандажів. Подібна багатоопорна ходова частина була традиційною для легких тягачів. Вона забезпечувала більш рівномірний розподіл навантаження на ґрунт і дозволяла зменшити масу. Повний пружний хід індивідуальної торсіонної підвіски кожного з опорних котків був помітно збільшений, у порівнянні з М-2 (на 39,4%), що забезпечувало високу плавність ходу по різко пересіченій місцевості. За плавністю ходу гусеничний тягач за показниками наближався до автомобільної навіть при відсутності гідроамортизаторів, це також дозволяло підвищити середню швидкість руху. Гасіння резонансних коливань в підвісці сприяла робота тертя осей важелів балансирів без застосування мастила — «по-тракторному», причому цілком надійна, з достатньою довговічністю. Динамічний хід важелів підвіски обмежували упори з пружними гумовими елементами. 
Вперше замість рами був застосований зварний тонколистовий несучий корпус коробчастої форми (понтон). Це помітно знизило масу тягача при  вищій міцності і надійності несучої системи, поліпшило розташування агрегатів всередині корпусу,   його герметичність . Обтічна форма носової частини корпусу, і гладке днище сприяли поліпшенню прохідності при русі по глибокому снігу.
Складна система керування дозволяє реалізувати 5 радіусів повороту.
Важелями на ходу без втрати потужності можна вмикати підвищену (від себе) чи понижену (на себе) передачі. Таким чином, щоб повернути праворуч, достатньо потягти на себе правий важіль, а щоб зменшити радіус повороту, можна правий важіль тягнути на себе, а лівий одночасно відтискати від себе.
Є можливість на нейтральному положенні обертання гусениць в протилежних напрямках, тягач розвернеться на місці.
Подібна система трансмісії реалізована в німецьких танках Пантера.

### Кабіна
Типова кабіна від ЗІС-150, розширена посередині (додаткове віконце, не відчиняється для провітрювання). Вільно могли розміститися три чоловіки в зимовому одязі.
Містить
8-позиційний паливний кран для керування 4-ма паливними баками.
Важелі керування гусеницями (як в тракторі чи в танку, з дерев'яними накладками)
Важіль увімкнення барабану лебідки (сама лебідка під підлогою кузова)
Манометр повітряної системи
Ампер-вольт-метр
Покажчик палива
Покажчик  температури оливи
Покажчик  температури води
Тахометр
Спідометр
Командирський люк
Ручка КПП
Ножний газ; ручний газ
Щеплення
Гальмо